# Малахова Дар'я Віталіївна
Дар'я Віталіївна Малахова (нар. 4 грудня 1977, Київ, УРСР) — українська актриса театру та кіно, телеведуча, громадська діячка, авторка, донька засновника театру на Подолі Віталія Малахова.

## Життєпис
Народилася 4 грудня 1977 року в Києві. В 1985—1995 роках навчалась у київській школі № 124. У 1999 році Малахова закінчила Київський національний університет театру, кіно і телебачення імені І. К. Карпенка-Карого, де навчалася на акторському факультеті.
Від 2006 — актриса театру на Подолі.
Закінчила Королівський коледж музики та драми у Великій Британії (художній керівник курсу Ентоні Гопкінс).
Була співвласником ресторану «Martin's Kitchen» у Кардіффі (Уельс).
2007 — ведуча кулінарної передачі Kartata Potata, яка була провідною кулінарною програмою на телеканалі «Інтер», у 2008 році заснувала кулінарну школу Kartata Potata. Від 2010 року Kartata Potata трансформується у інвент-агенцію, яка займається тимбілдінгом для корпоративних клієнтів у сфері гастрономії.
У 2014 році Даша підтримала Революцію гідності. Погляди Даші та топ-менеджерів телеканалу Інтер не співпадали. Це стало причиною завершення співпраці з телеканалом та закінчення існування телепроєкту Kartata Potata. Це не завадило Даші весь час підтримувати учасників та годувати тисячі людей, які відстоювали гідність України[джерело?].
З 2014 року підтримує учасників бойових дій та ініціює свої й бере участь у зборах інших організації[джерело?].
2014  — дитячий кулінарний проект Kartata Potata.
у 2016 року філософія Kartata Potata втілюється у автентичному ресторані в центрі Києва, який Даша відкрила разом з однодумцями. У 2018 році заснувала школу Claris Verbis. 2018 — ведуча на радіо НВ.
2019 р. — член The Aspen Institute Kyiv. 2019 р. — видання книги «Дашина кухня»[джерело?].
2020 р. — реалізувала проєкт «Театр 360».
У 2023 році стала співзасновником БФ «Educare».

## Особисте життя
Зі своїм першим чоловіком Даша познайомилась у Великій Британії. Він англієць. Разом із ним артистка заснувала ресторанчик «Martin's Kitchen», який розташовувався в Уельсі.
У 2004 році Даші довелося виїхати до Києва. Причиною стала важка хвороба матері.
В Україні познайомилася з угорським продюсером Чабою Бакошем. Дівчина розлучилася з англійцем і почала зустрічатись з Бакошем. Незабаром у пари народився син Матяш. Потім молоді батьки одружилися. Пізніше у пари народився другий син — Олівер. До 2014 Чаба і Дар'я розійшлися.
У 2017 році Даша одружилася з фітнес-тренером Сергієм Сулимом. Урочистість пройшла у Львові.
Хворiла на рак.
31 травня 2025 року виступила на захист прав ЛГБТ-людей, та повідомила про те що за своє життя двічі перебувала в одностатевих стосунках.

## Фільмографія
- 2007 «Дуже новорічне кіно, або Ніч у музеї» (Україна), епізод.

## Театральні роботи
- Яго В. Шекспіра  — Дездемона, реж. Віталій Малахов,
- Нас тепер двоє Г. Лорки — Малюк, реж. Віталій Малахов,
- Два анекдоти від Чехова" (англійська версія за творами  А. Чехова) — Попова, Наталія Степанівна, реж. Віталій Малахов,
- Нові страждання молодого В. У. Пленцдорфа — Шеллі, реж. В. Малахов,
- Шість чорних свічок Д. Діллона — Лінда, реж. Малахов,
- Опера Мафіозо. Васіла Станілова — іспанський народ, реж. В. Малахов;
- На дні М. Горького — Василиса Карпівна, реж. В. Малахов,
- Звідки беруться діти? А. Крима — Жанна, реж. В. Малахов,
- Трактирниця К. Гольдоні — Мірандоліна, реж. В. Малахов,
- Віра, Надія, Любов…/ЯМА/ О. Купріна — Тамара, реж. В. Козьменко-Делінде,
- Шестеро характерів ненаписаної комедії Л. Піранделло — Пасербиця, реж. В. Малахов,
- Холостяки і холостячки Л: Левіна Ханоха — Флоцика, реж. М. Голенко
- Зойчина квартира М. Булгаков — Зоя Денисівна, реж. М. Голенко
- Камінний господар Лесі Українки — донна Анна, реж. І. Уривський
- Приворотне зілля братів Капранових — Тетяна, реж. Сергій Павлюк
- Зелені коридори Наталки Ворожбит — Актриса, Олена Теліга, Бандера, реж. Максим Голенко.
- Мрії оживають Івана Вирипаєва — реж. Давид Петросян
- Хазяїн. Івана Карпенка-Карого — Мая, реж. Іван Уривський
- Тускульські бесіди Річарда Нельсона — Порція, реж. Річард Нельсон

## Фестивалі
- 1992 США. Маямі. Сьомий міжнародний фестиваль іспанської літератури «Аванте»;
- 1993 Єгипет. Каїр. Фестиваль експериментальних театрів;
- 1994 Велика Британія. Уельс. Кардіфф. Міжнародний театральний фестиваль;
- 1995 Велика Британія. Единбург. Фріндж-фестиваль.